# 각시느시

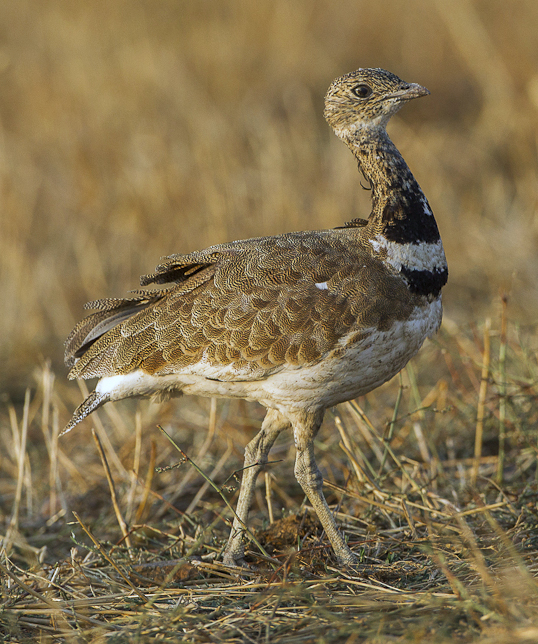
수컷

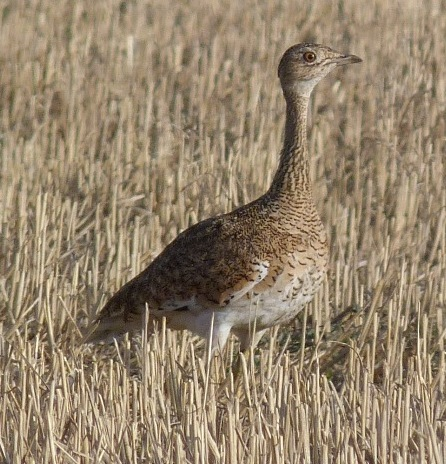
암컷

각시느시(Little bustard, 학명: Tetrax tetrax)는 느시과에 속하는 새이며, 느시속(Tetrax)의 유일한 개체이다. 남유럽과 서아시아 및 중앙아시아에서 번식한다.

## 분류
각시느시는 1758년 스웨덴의 박물학자 칼 린네가 그의 저서 『자연의 체계』(Systema Naturae) 제10판에 공식적으로 기재했다. 그는 각시느시를 오티스속(Otis)의 다른 느시들과 함께 분류하고 이명법(binary name)으로 오티스 테트라스(Otis tetrax)라는 학명을 붙였다. 린네는 모식 분포지를 유럽으로 지정했지만, 현재는 프랑스로 제한되었다. 각시느시는 현재 1817년 토마스 포스터(Thomas Forster)가 도입한 별도의 테트락스속(Tetrax)에 속한다. 이 종은 단형종으로 간주되며, 아종은 알려져 있지 않다. 속명과 종소명 테트락스는 미확인 사냥조를 뜻하는 라틴어이다.

## 설명
구북구에 서식하는 가장 작은 느시이지만, 이 작은 느시는 꿩만 한 크기이다. 몸길이는 42~45cm(17~18인치), 날개폭은 90~110cm(35~43인치), 무게는 830g(29온스)이다. 날 때 긴 날개는 흰색으로 넓게 퍼져 있다. 번식기인 수컷은 위는 갈색, 아래는 흰색이며, 머리는 회색이고 목은 검은색이며 위아래로 흰색 테두리가 있다.
암컷과 번식기인 수컷은 목의 특징적인 무늬가 없으며, 암컷은 수컷보다 아래가 더 어둡는다. 어린 느시는 암컷과 비슷하다. 수컷과 암컷 모두 보통 조용하지만, 수컷은 특유의 "산딸기 부는 듯한" 울음소리를 낸다.